# Ponte Cadore

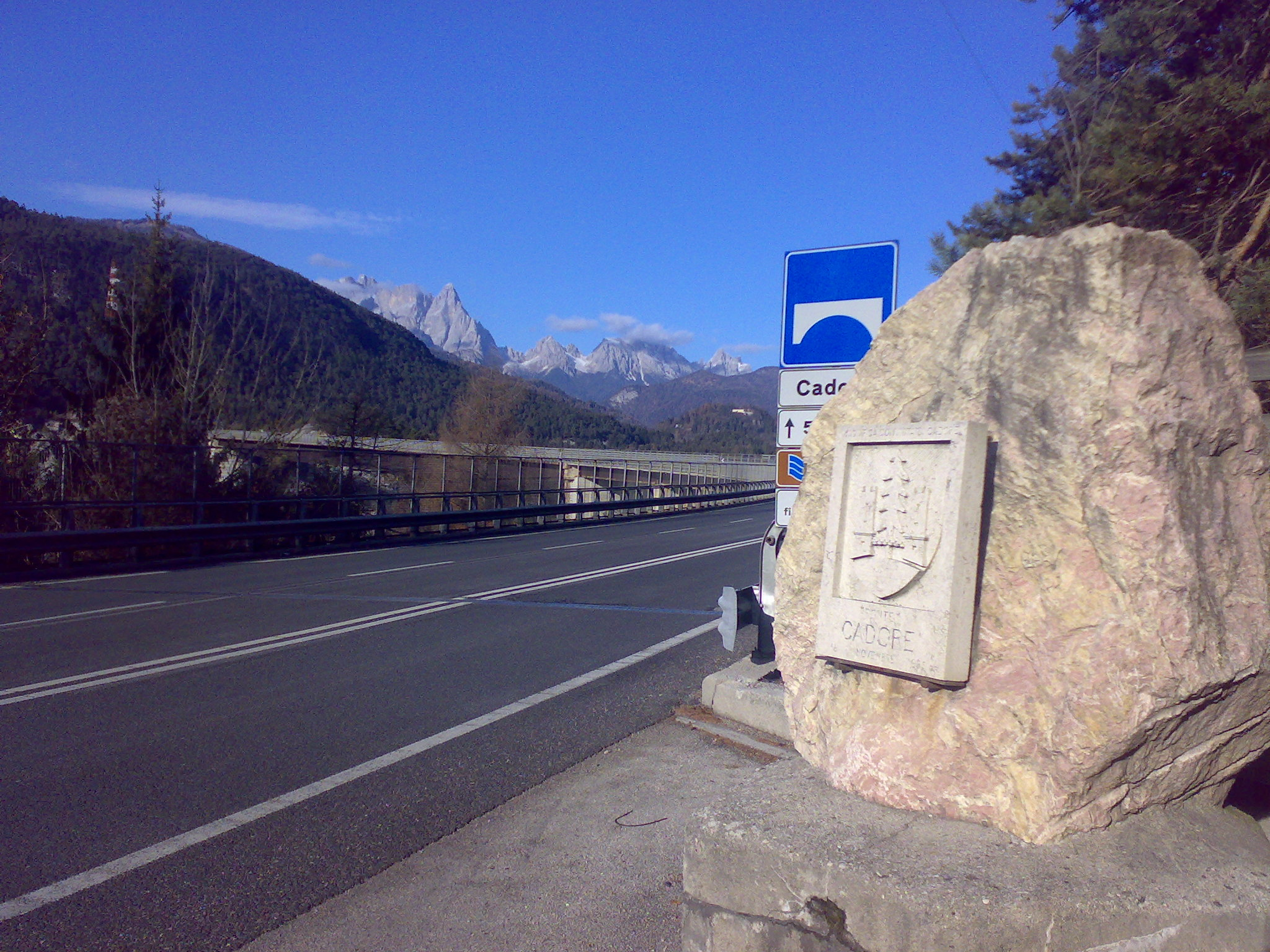
Panoramica dal ponte Cadore.

Il ponte Cadore è un ponte lungo 1150 m e alto 184 m. Situato tra il comune di Pieve di Cadore e di Perarolo di Cadore sopra la profonda gola del fiume Piave, che prima della costruzione dell'opera obbligava chi fosse diretto in Centro Cadore a percorrere la vecchia e tortuosa strada denominata Cavallera. Si compone di tre viadotti e di un ponte ad arco telaio lungo 535 m con una pendenza media del 5%.
È il secondo ponte su strada statale più alto d'Italia, preceduto dal viadotto Sente per un solo metro di differenza.

## Storia
Fu completato e aperto al traffico nel 1985 ad opera della ditta Cimolai Costruzioni su progetto dello Studio Matildi e fa parte della serie di opere destinate a migliorare la viabilità sulla Strada statale 51 di Alemagna tra le zone montane del Cadore, Comelico e Cortina d'Ampezzo e la pianura veneta.
In fase di costruzione e in esercizio, le misure di 15 trasduttori estesimetrici posti a differenti profondità (fino a 28 m dal riferimento esterno) e di 2 trasduttori di spostamento a risoluzione decimale autocompensate da un trasduttore di temperatura e trasmesse tramite ponte radio al CED posto a 30 km di distanza hanno consentito di verificare in tempo reale le sollecitazioni indotte sulle formazioni rocciose dalla costruzione della pila-spalla e di intervenire in corso d'opera per ovviare con il mezzo più consono ed economico (barbacani e demolizione con esplosivo) ai cedimenti misurati.

## Galleria d'immagini

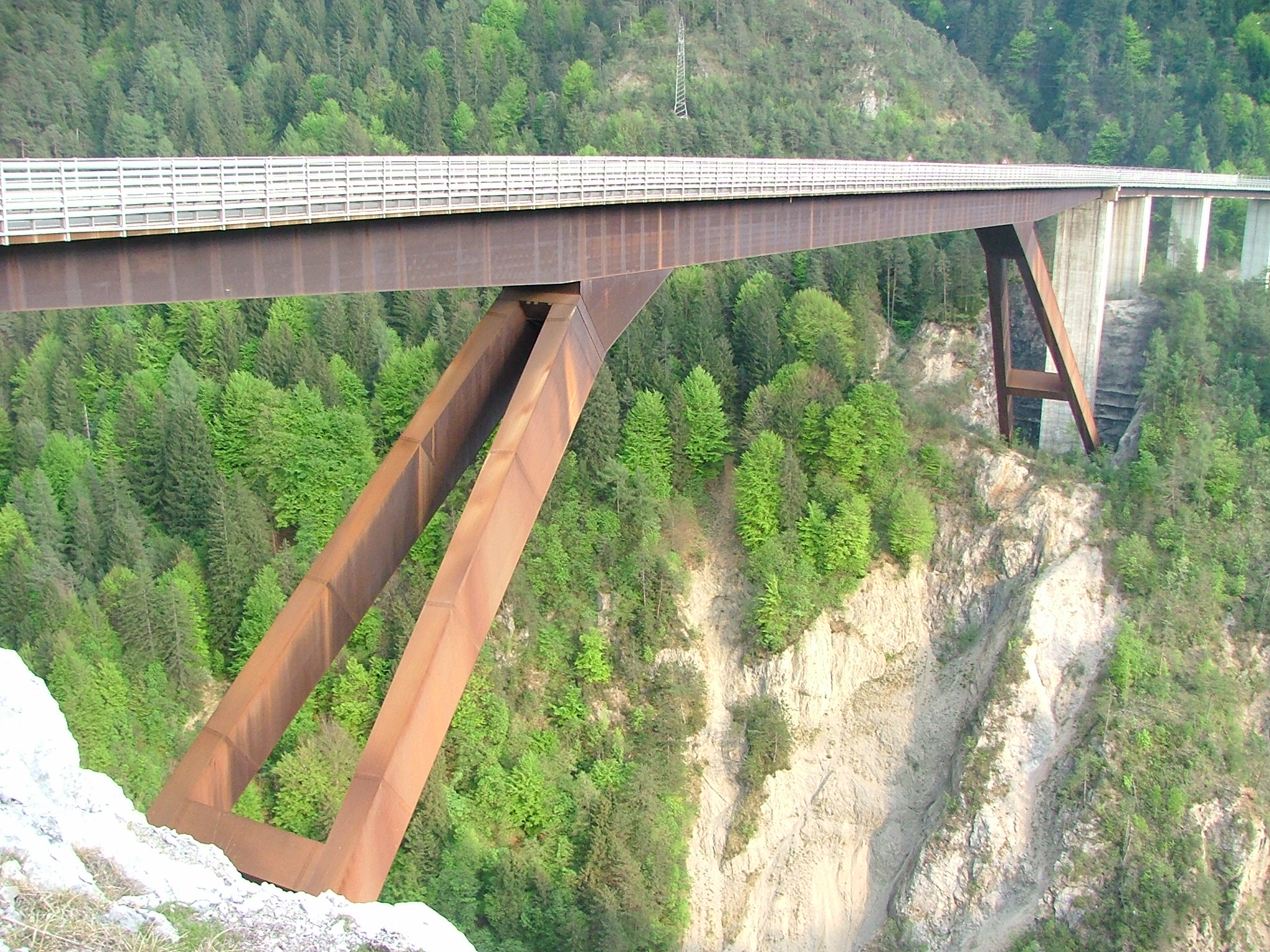
Ponte Cadore
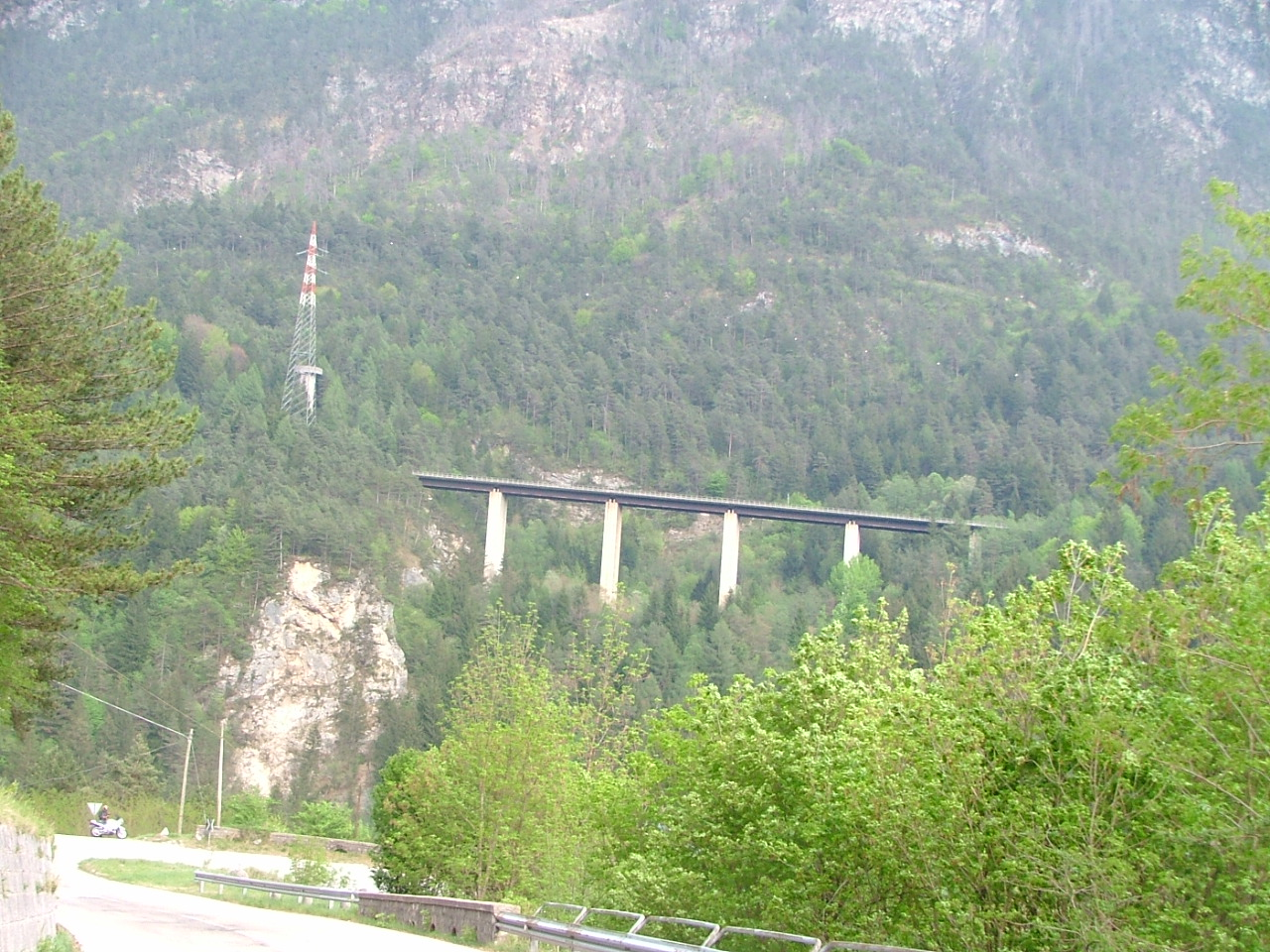
Viadotto 2